# Hallberg-Rassy Monsun 31
Il Monsun 31 è una barca a vela svedese in vetroresina progettata da Olle Enderlein e costruita tra il 1973 e il 1982 . Lo yacht è noto per la sua tradizionale chiglia lunga, l'alta qualità costruttiva e le linee eleganti, caratteristiche che lo hanno reso un vero e proprio yacht d'altura, seppur pensato per la navigazione in famiglia.
È il modello del cantiere svedese Hallberg-Rassy più venduto fino ad oggi, con ben 904 unità costruite.

## Progetto
Il Monsun 31 è uno sloop in testa d'albero, con armamento Marconi, pozzetto poppiero e interni in mogano. Il design è basato sul modello gemello più grande di Hallberg-Rassy, il Rasmus 35, ed è stato uno dei primi modelli a utilizzare il caratteristico parabrezza di Hallberg-Rassy, che all'epoca era un particolare innovativo ed in seguito è diventato l'elemento distintivo dei modelli del cantiere. Il serbatoio del carburante è incapsulato all'interno della chiglia, sotto il motore, e la barca veniva consegnata con un motore diesel entrobordo di 23 HP.
All'interno, con una altezza massima di 1,83 m, sono previsti sei posti letto, due nella cabina di prua separata, quattro in dinette. C'è inoltre un tavolo da carteggio separato e una cucina con forno e 3 fornelli a gas basculante. Un lavandino in acciaio inox e un frigo completano le dotazioni di bordo. La toilette, con WC a pompa manuale e lavandino estraibile, occupa la sezione tra la dinette e la cabina di prua.

## Viaggi famosi
Il navigatore svedese Kurt Björklund è stato il primo acquirente di questo modello, nel 1974, e con essa ha compiuto tre circumnavigazioni e mezzo del globo. Al termine del suo utilizzo, invece di venderla, ha donato la sua "Golden Lady" al museo Råå per la Pesca e la Navigazione di Råå in Scania, in Svezia.